# Nerqin Khotanan
Nerqin Khotanan (in armeno Ներքին Խոտանան) è un comune di 70 abitanti (2010) della Provincia di Syunik in Armenia.